# Egér a palotában
Az Egér a palotában 1943-ban bemutatott magyar filmvígjáték, amit Martonffy Emil rendezett az Orbók Attilával közösen írt forgatókönyv alapján. A történet egy fiatal helyettesítő tanár és egy leánynevelő intézet növendéke közt szárba szökkenő szerelemről szól. A főbb szerepeket Makay Margit, Rajnai Gábor, Benkő Gyula, Németh Romola és Csikós Rózsi játszották.
A film bemutatója 1943. június 30-án volt a Deák és a Kaszinó filmszínházakban. 1943. szeptember 11-én Muraszombaton is bemutatták a Városi Moziban, 1944. január 1-jén pedig a Rimaszombati Nemzeti Filmszínházban is vetíteni kezdték három napig.
A filmre 1941-ben kötött szerződést az akkor alapult, Németh Dezső producer által társvezetett Krubinszky és Társai Filmgyártó Vállalat. Ugyanezen év nyarán el is kezdték forgatni a Lillafüredi Palotaszállóban, főként a külső felvételekhez, majd ugyanezen év őszén a budapesti Hunnia Stúdióban vették fel a belső jeleneteket. A gyártócég eredetileg Bán Frigyest szánta a rendezői posztra, azonban ő egyéb elfoglaltságai miatt nem vállalta, így került Martonffy Emil a helyére. A film szereplői közé tervezték eredetileg Turay Idát, Mezey Máriát és Perényi Lászlót.
A film a nézők körében sikert aratott, leginkább a vidéki városokban hozott össze sok nézőt. A korabeli kritika azonban nem volt teljesen oda a háború előtti időket idéző filmhez, amit túlságosan megkésettnek, aktualitását vesztettnek éreztek. Gyimesy Kásás Ernő a Magyar Film folyóiratba írt cikkében ugyan dicsérte a színészek alakítását, de zavarta a történetben hozott következetlenségek (például hogy Lugossy úr egy ponton nem ismeri fel a saját lányát); illetve a hangmérnöki munkát is kifogásolta, amikor az intézet lányait játszó színésznők túl nagy lármát csaptak.

## Cselekmény
A Fehér Rózsa leánynevelő intézet idős matematikatanára, Orbán betegszabadságra megy, a helyettesítésével pedig egy barátja fiát, a frissen diplomázott és elhelyezkedni nem igazán tudó Bárány Sándort teszi meg. Az intézet igazgatónője eleinte ellenzi, hogy a fiatal férfit a lányok közé engedje tanítani, azonban Bárány jó tanerőnek bizonyul és érzéseket ébreszt az egyik növendék, az "Egérkének" becézett Lugossy Eszter felé. Esztert különvált szülei teljesen ráhagyták az intézetre, egyáltalán nem foglalkoznak vele és még a nyári szünetre se viszik haza. A lány így egy csapatnyi ottmaradt növendékkel részt vesz az intézet kirándulásán Lillafüredre, ott pedig kiderül, hogy szállásukon nem csak a Bárány dolgozik mellékállásban köszönőemberként, de Lugossy apja is itt szállt meg egy kétes erkölcsű táncosnővel. A tanár és a lány romantikus kalandba keverednek itt, miközben a férfi még a Eszter szüleinek kapcsolatát is megpróbálja helyrehozni.

## Szereplők
- Benkő Gyula - Bárány Sándor, számtantanár
- Németh Romola - Lugossy Eszter/Egérke
- Rajnai Gábor - Lugossy
- Makay Margit - Lugossyné
- Csikós Rózsi - Zizi
- Pálóczy László - Jazz karmester
- Raffay Blanka - Sári
- Puskás Tibor - Pubi
- Vaszary Piri - Szomorúné
- Pataky Kálmán - Szedlacsek
- Makláry Zoltán - Gyula úr
- Peéry Piri - Igazgatónő
- Solthy György - Sári apja
- Orbán Viola - Tanárnő
- Danis Jenő - Orbán, öreg számtantanár
- Haraszti Mici - Egy intézeti növendék anyja
- Boray Lajos - Orvos
- Matyasovszky Zojka - Klári, intézeti növendék
- Pártos Gusztáv - Szállodaigazgató
- Sugár Lajos - Portás
- Lontay István - Szállodai alkalmazott
- Jenei Ottó - Tihamér, pincér
- Fülöp Sándor - Pincér
- Alszeghy Lajos - Sakkozó férfi a szállodában
- Váradi Gyöngyi - Lugossy titkárnõje
- Zádor Gyöngyi - Pubi barátnõje
- Ékes Mária - Lugossyné szobalánya